# William McMillan (Sportschütze)

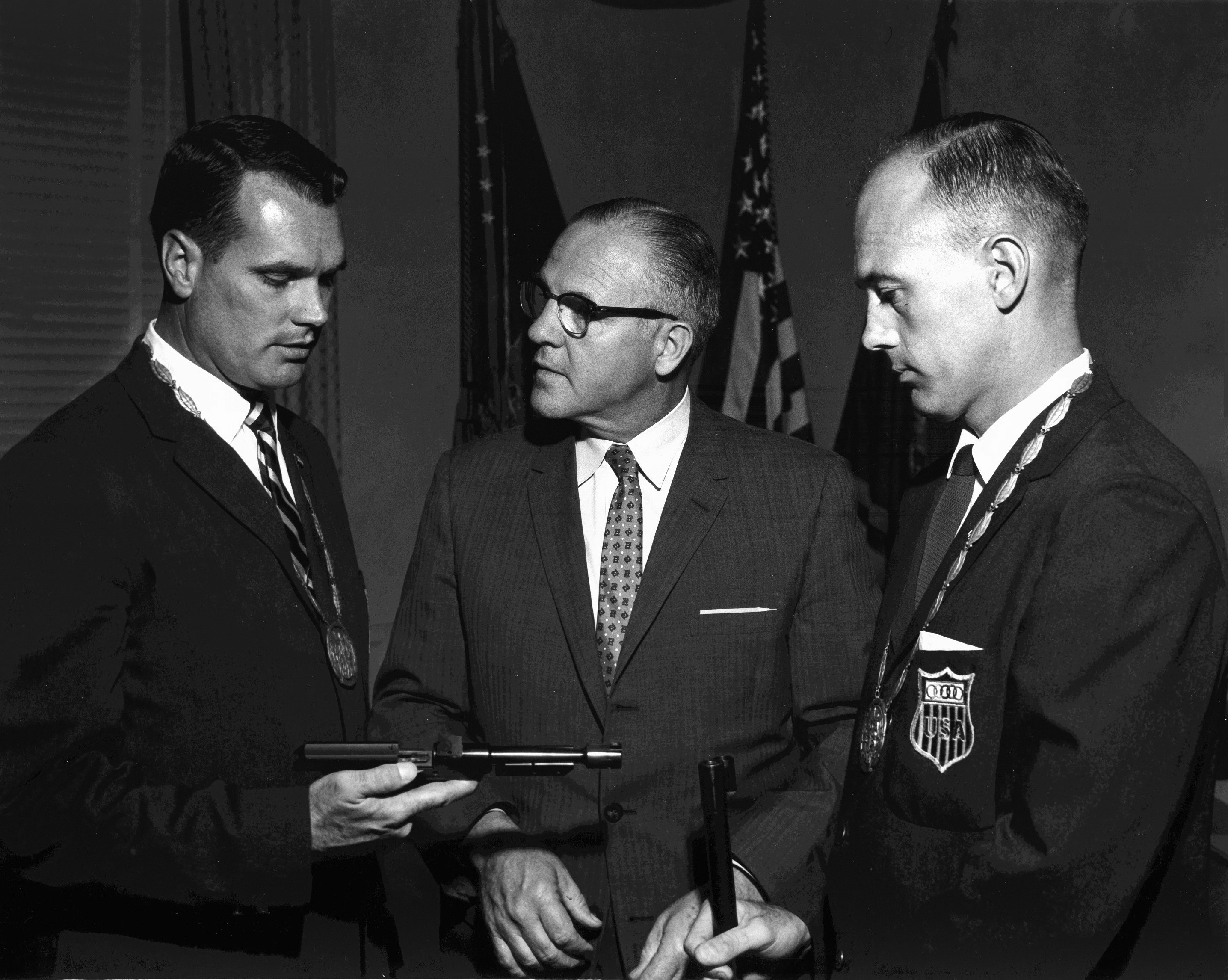
James Hill (r.) mit William McMillan (l.) und David M. Shoup (m.) im Jahr 1960

William Willard „Bill“ McMillan Jr. (* 29. Januar 1929 in Frostburg, Maryland; † 6. Juni 2000 in Encinitas, Kalifornien) war ein US-amerikanischer Sportschütze und Olympiasieger 1960.

## Leben
Im Wettbewerb mit der Schnellfeuerpistole belegte er bei den Olympischen Sommerspielen 1952 in Helsinki den siebten Platz. 1956 versagte seine Pistole bei den US-Olympiaausscheidungen.
Bei den Olympischen Spielen 1960 in Rom schoss er im Wettkampf 587 Punkte, genau wie der Finne Pentti Linnosvuo und Alexander Sabelin aus der Sowjetunion. Diese drei Schützen schossen die Medaillen im Stechen aus. McMillan erreichte im Stechen 147 Punkte, Linnosvuo 139 Punkte und Sabelin 135 Punkte. Nach Alfred Lane 1912 und Henry Bailey 1924 war William McMillan damit der dritte US-Amerikaner, der mit der Schnellfeuerpistole olympisches Gold gewann. Bis einschließlich 2004 gelang dies keinem US-Amerikaner mehr. Bei der Schlussfeier der Olympischen Spiele in Rom durfte er die US-amerikanische Flagge tragen.
McMillan versuchte mehrfach seinen Erfolg zu wiederholen. In Tokio 1964 wurde er Zwölfter. 1968 in Mexiko-Stadt belegte er Platz 17. Es folgten Platz 45 in München 1972 und Platz 20 in Montreal 1976 bei seinen letzten Olympischen Spielen.
An Olympischen Spielen nahm McMillan nur mit der Schnellfeuerpistole teil. Er war aber auch in anderen Waffengattungen aktiv. 1958 wurde er Weltmeister mit der Großkaliber-Sportpistole, dreimal gewann er mit einem US-Team den Titel eines Mannschaftsweltmeisters. Insgesamt fünfmal siegte er bei den Panamerikanischen Spielen. Mit der Schnellfeuerpistole war er viermal US-Meister, ein weiteres Mal gewann er mit der Freien Pistole.
Als Angehöriger des United States Marine Corps war McMillan sowohl im Koreakrieg als auch im Vietnamkrieg im Einsatz. 1974 beendete er seine militärische Laufbahn als Oberstleutnant. Danach arbeitete er als Waffenwart beim Büro des County Sheriffs in San Diego.